# Віктор Ян
Віктор Ян Соуза Сантос (порт.-браз. Victor Yan Souza Santos; нар. 9 квітня 2001, Табоан-да-Серра, Сан-Паулу, Бразилія) — бразильський футболіст, півзахисник болгарського клубу «Дунав».

## Клубна кар'єра

### «Сантус»
Народився в Табоан-да-Серра, у 2011 році у 10-річному віці приєднався до молодіжної команди «Сантуса». 29 серпня 2017 року підписав свій перший професійний контракт з клубом, до серпня 2022 року.
У січні 2018 року новий тренер Жайр Вентура перевів Віктора до основної команди. Дебютував у дорослій команді у віці 16 років, 11 березня 2018 року вийшов на заміну на 77-й хвилині замість іншого випускника молодіжної команди Робсона Бамбу в програному (1:3) домашньому поєдинку Ліги Паулісти проти «Сан-Бенту». Два дні по тому під час тренування отримав перелом щиколотки, після чого йому зробили операцію, через що Ян вибув із гри на три місяці. Віктор повернувся команди U-20 у серпні 2018 року, але не зміг стати основним гравцем команди.
У сезоні 2019 року продовжив виступати за команду U-20. 23 травня 2019 року дебютував у молодіжній команді (U-23) у молодіжному чемпіонаті Бразилії (U-23). Продовжував грати у командах U-20 та U-23, але не зміг повернутися до першої команди. У квітні 2021 року потрапив до заявки першої команди на матчі Ліги Паулісти проти «Корінтіанса» та «Ред Булл Брагантіно», але не з'явився в жодній грі. У листопаді 2021 року подав до суду з метою покинути «Сантус», ставлячи під сумнів тривалість п'ятирічного контракту, який закінчувався в серпні 2022 року, але апеляцію суд відхилив, і гравець повернувся до тренувань з командою U-20. Згодом змінив агентів і висловив бажання залишитися й зайняти місце в команді. Потрапив до заявки молодіжної команди «Сантуса» для участі в молодіжному Кубку Сан-Паулу 2022, але був виключений з неї 31 грудня 2021 року, що здивувало як гравця, так і його агента. Зумівши підписати попередній контракт з 28 лютого 2022 року, представники Яна, як повідомляється, провели переговори з клубами в Португалії, Іспанії, Греції та Нідерландах, оскільки спроби завершити його перебування в «Сантусі» активізувалися.

### «Орландо Сіті»
14 квітня 2022 року було оголошено, що американський клуб «Орландо Сіті B» завершив підписання контракту з Віктором Яном для участі в MLS Next Pro. Повідомлялося, що «Сантус» зберіг 20 % трансферних прав на гравця. Провів 20 матчів та відзначився одним голом, 21 травня у переможному (6:0) поєдинку проти «Інтер Маямі II».

### «Куяба»
9 лютого 2023 року повернувся на батьківщину, підписав контракт з «Куябою». 12 липня залишив команду, при цьому так і не зіграв жодного офіційного матчу за «Куябу».

### «Металіст» (Харків)
Наприкінці липня 2023 року став гравцем «Металіста». У футболці харківського клубу дебютував 20 серпня 2023 року в переможному (1:0) виїзному поєдинку 4-го туру групи «А» Першої ліги України проти тернопільської «Ниви». Вітор вийшов на поле на 87-й хвилині замість Станіслава Мораренка. Всього провів за «Металіст» п'ять матчів у чемпіонаті. 27 листопада 2023 року, після завершення першої частини сезону, був відзаявлений зі складу харківської команди.

## Кар'єра в збірній
16 лютого 2017 року викликаний до юнацької збірної Бразилії (U-17) для участі в юнацькому чемпіонаті Південної Америки (U-17). На переможному для Бразилії вище вказаному турнірі зіграв один матч, вийшовши у стартовому складі в поєдинку проти Аргентини (2:0). Він також брав участь у Турнірі Монтайгу 2017 року і представляв Бразилію на юнацькому чемпіонаті світу (U-17) 2017 року, зіграв один матч у переможному матчі 1/8 фіналу проти Гондурасу (3:0).

## Статистика виступів

### Клубна
Станом на 23 вересня 2022
| Клуб              | Сезон             | Ліга              | Ліга  | Ліга | Чемпіонат штату | Чемпіонат штату | Кубок | Кубок | Конт. кубок | Конт. кубок | Інші  | Інші | Загалом | Загалом |
| Клуб              | Сезон             | Дивізіон          | Матчі | Голи | Матчі           | Голи            | Матчі | Голи  | Матчі       | Голи        | Матчі | Голи | Матчі   | Голи    |
| ----------------- | ----------------- | ----------------- | ----- | ---- | --------------- | --------------- | ----- | ----- | ----------- | ----------- | ----- | ---- | ------- | ------- |
| «Сантус»          | 2018              | Серія A           | 0     | 0    | 1               | 0               | 0     | 0     | 0           | 0           | —     | —    | 1       | 0       |
| «Орландо Сіті B»  | 2022              | MLS Next Pro      | 20    | 1    | —               | —               | —     | —     | —           | —           | —     | —    | 20      | 1       |
| «Куяба»           | 2023              | Серія A           | 0     | 0    | 0               | 0               | 0     | 0     | —           | —           | —     | —    | 0       | 0       |
| «Металіст»        | 2023/24           | Перша ліга        | 5     | 0    | —               | —               | 0     | 0     | —           | —           | —     | —    | 5       | 0       |
| Усього за кар'єру | Усього за кар'єру | Усього за кар'єру | 26    | 1    | 1               | 0               | 0     | 0     | 0           | 0           | 0     | 0    | 26      | 1       |

1. ↑  Матч(і) в Лізі Пауліста

## Досягнення

### У збірній
Бразилія (U-17)
- Юнацький чемпіонат Південної Америки (U-17)
  -  Чемпіон: 2017

- Юнацький чемпіонат світу (U-17)
  -  Бронзовий призер: 2017